# سباستیانو دل پیومبو
سباستیانو دل پیومبو (زاده حدود ۱۴۸۵ - درگذشته ۲۱ ژوئن ۱۵۴۷) نقاش ایتالیایی سبک رنسانس بزرگ و اوایل دوره تکلف‌گرایی بود.

## نگارخانه

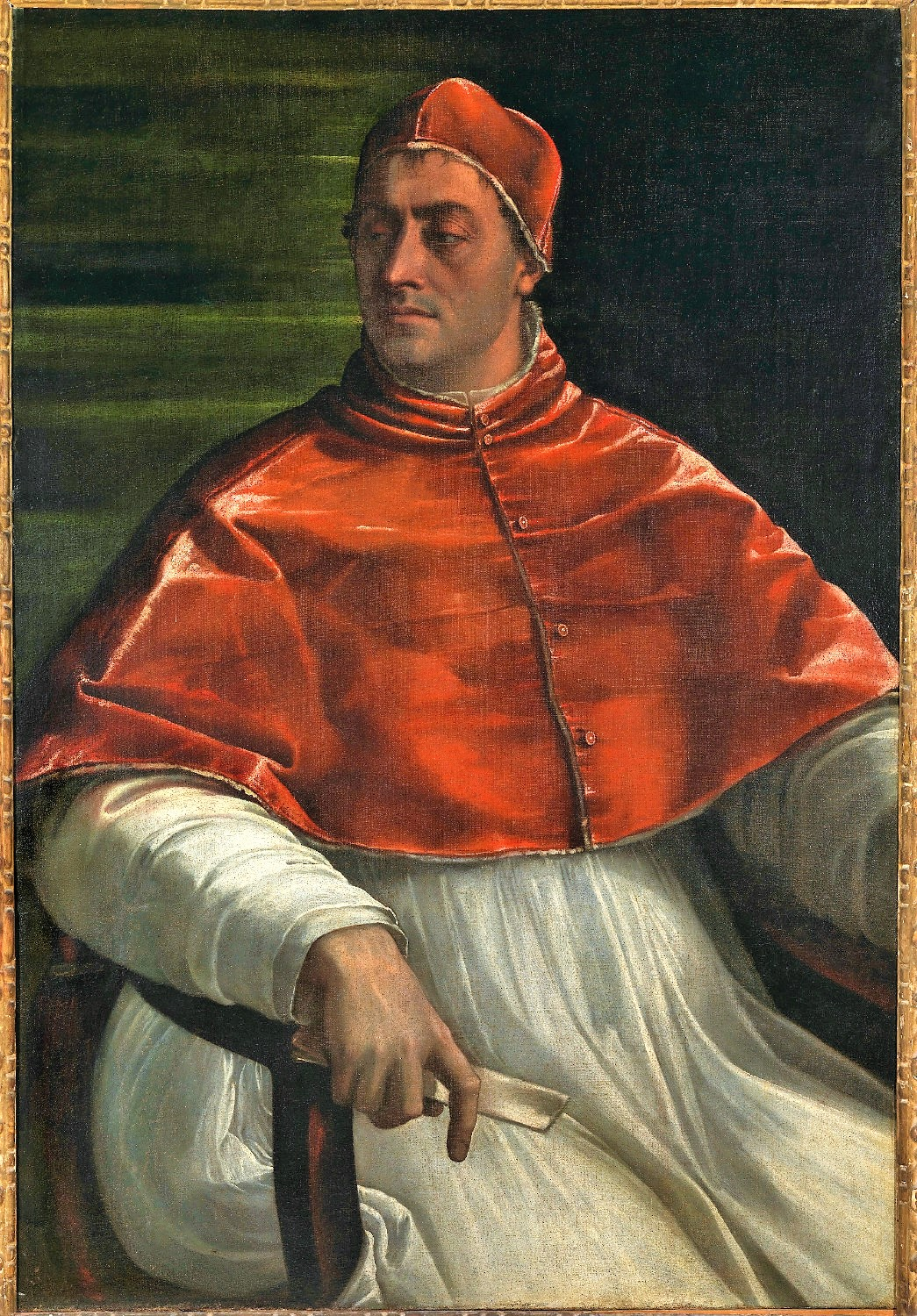
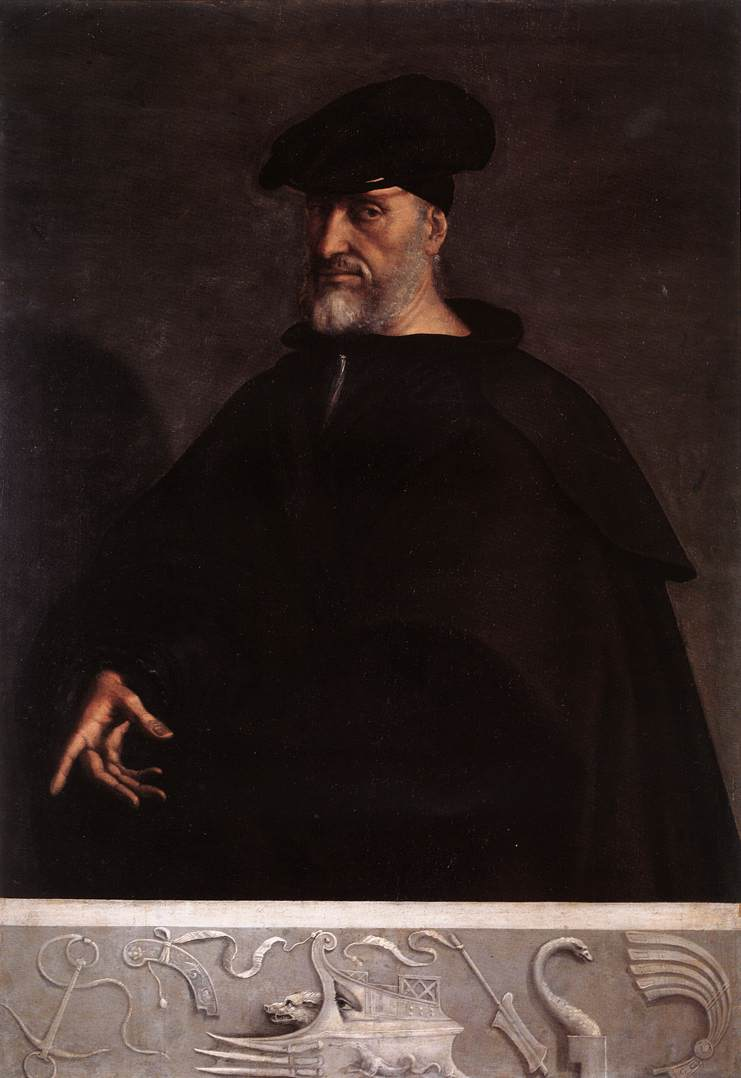
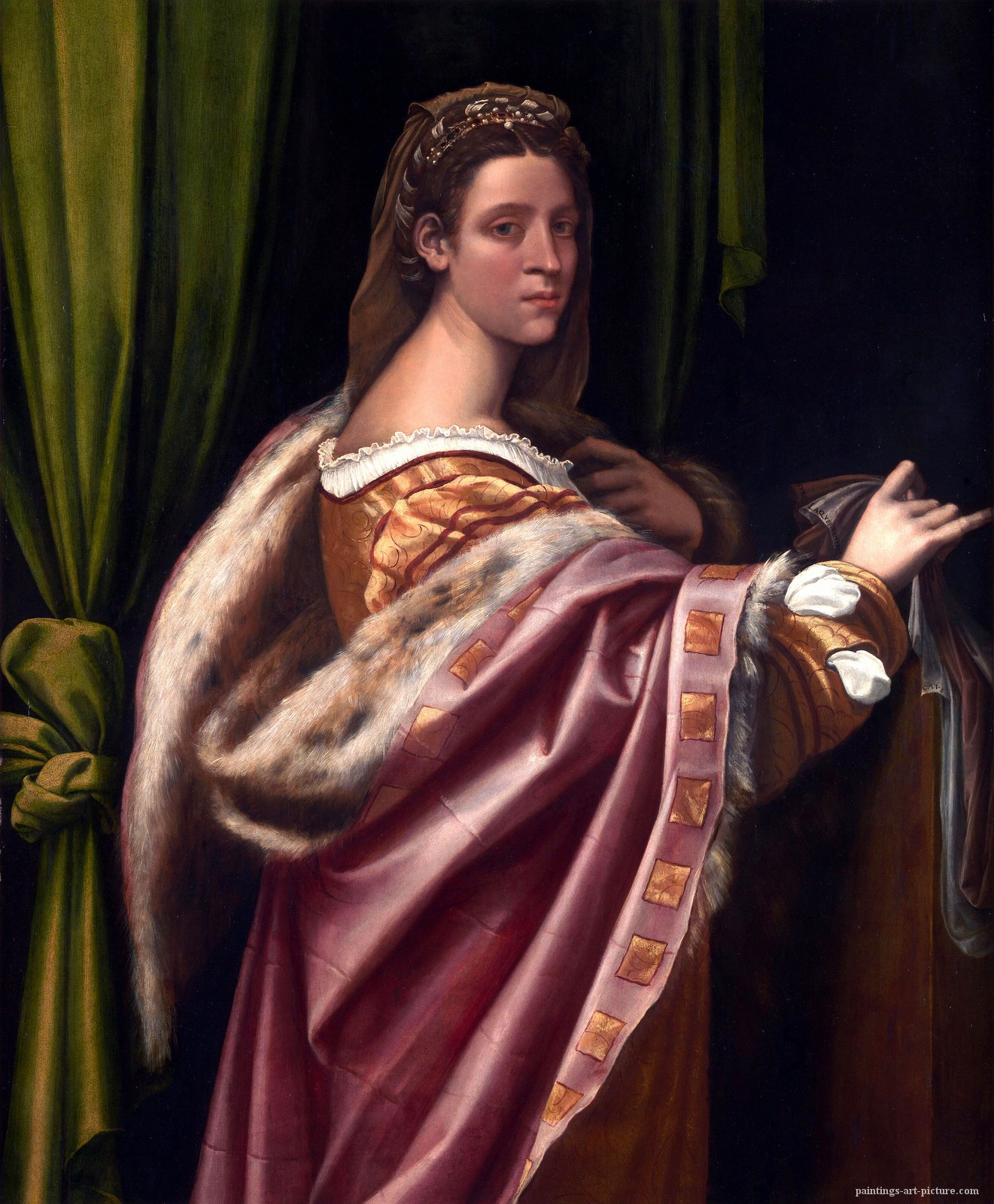
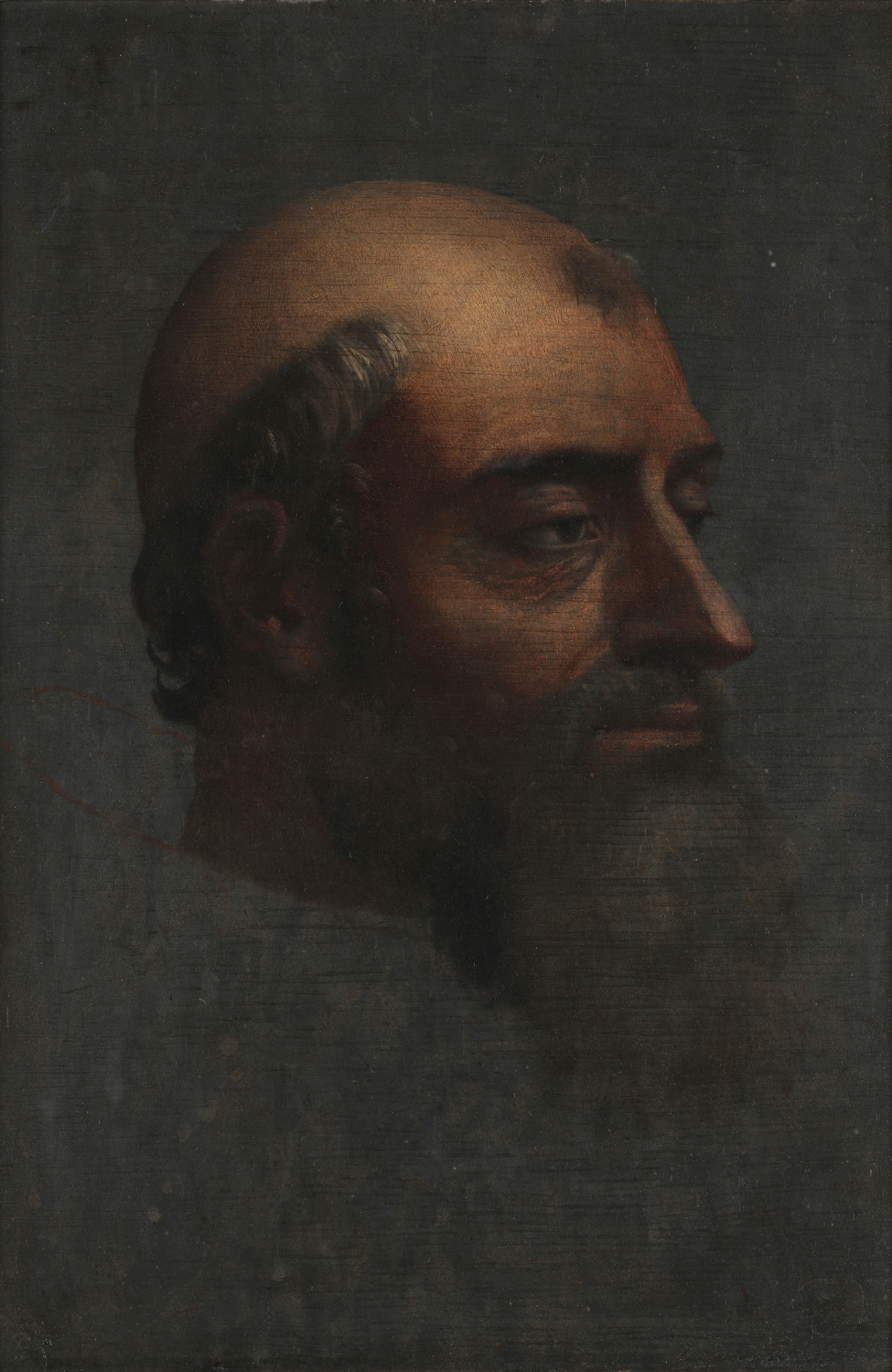
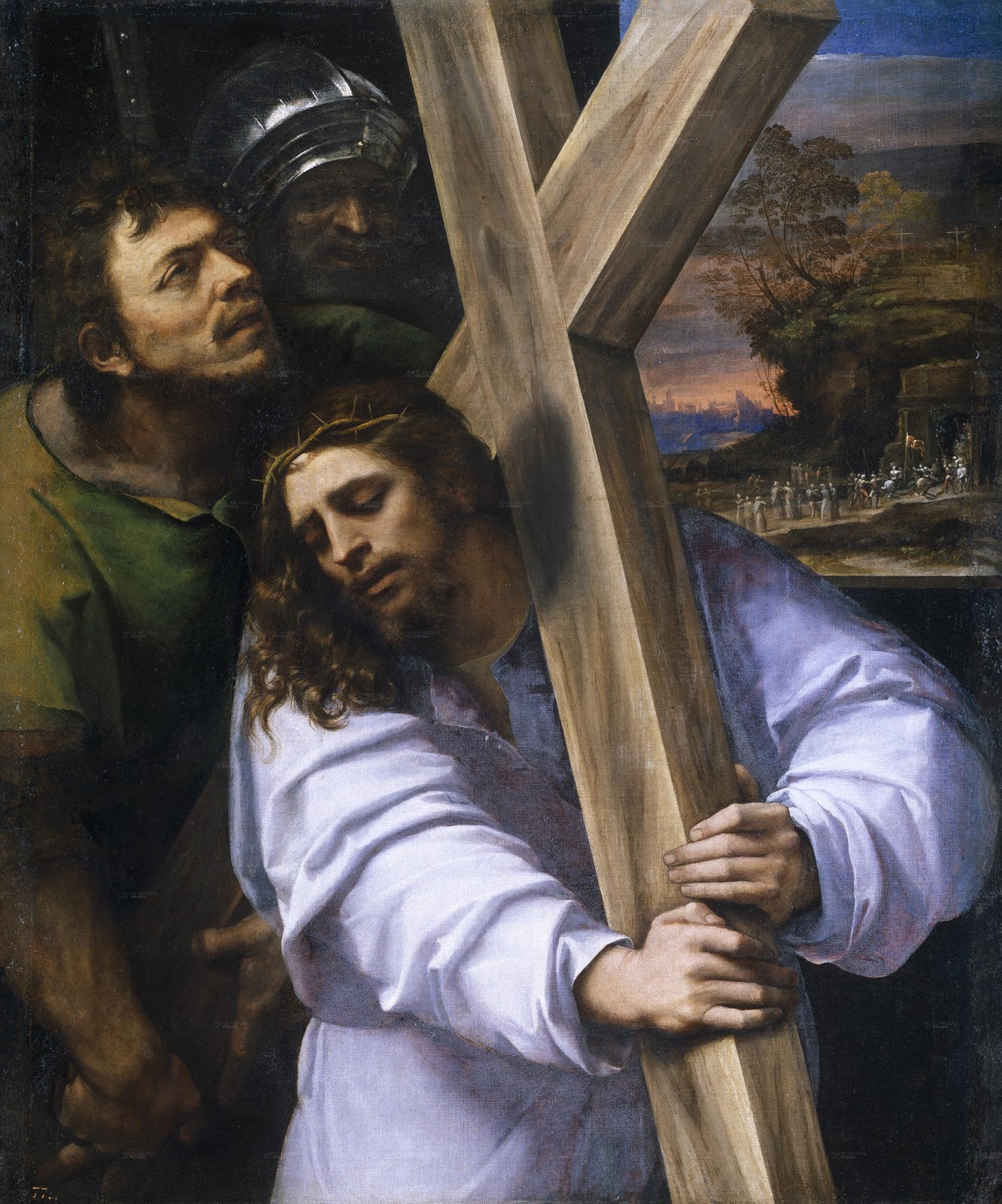
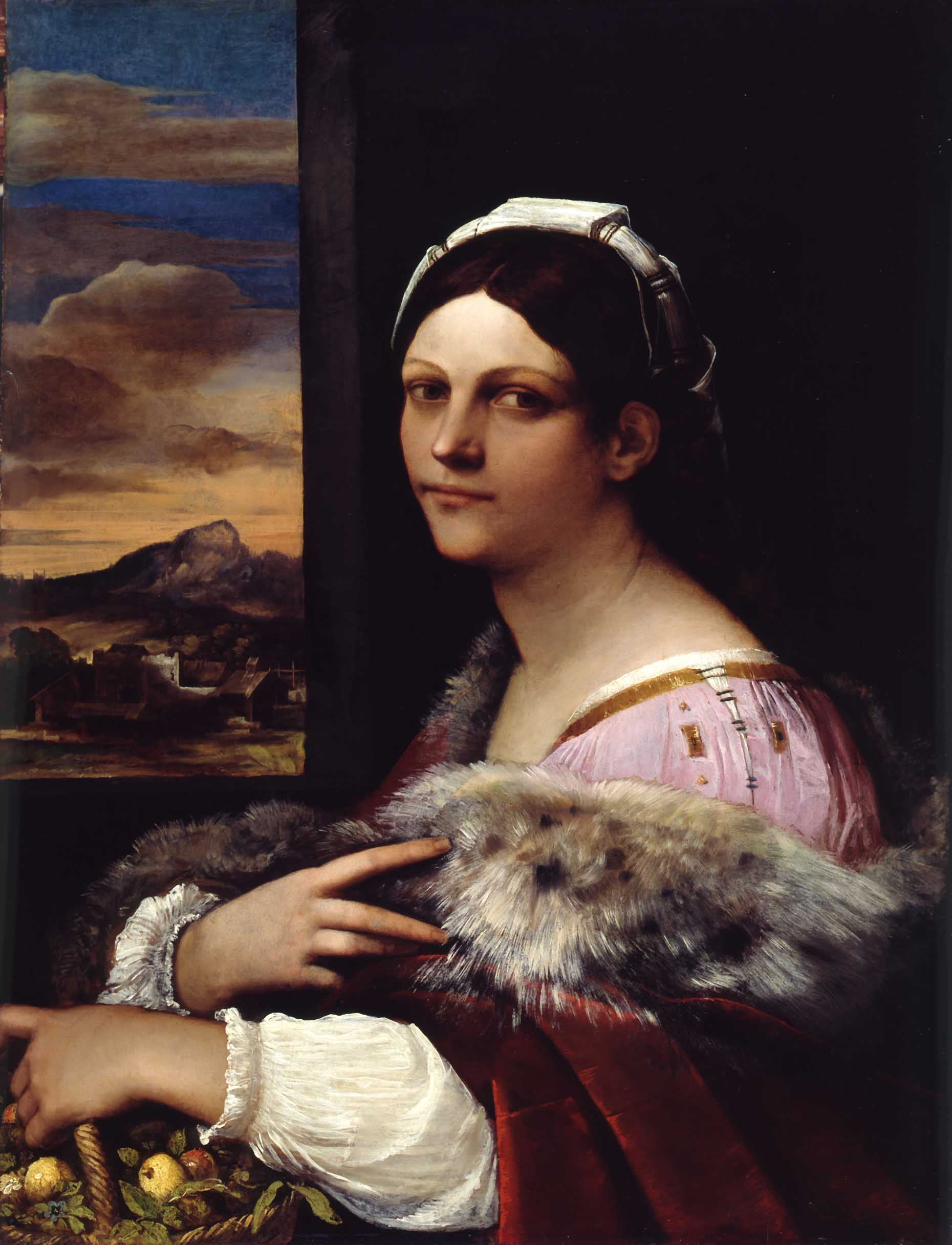
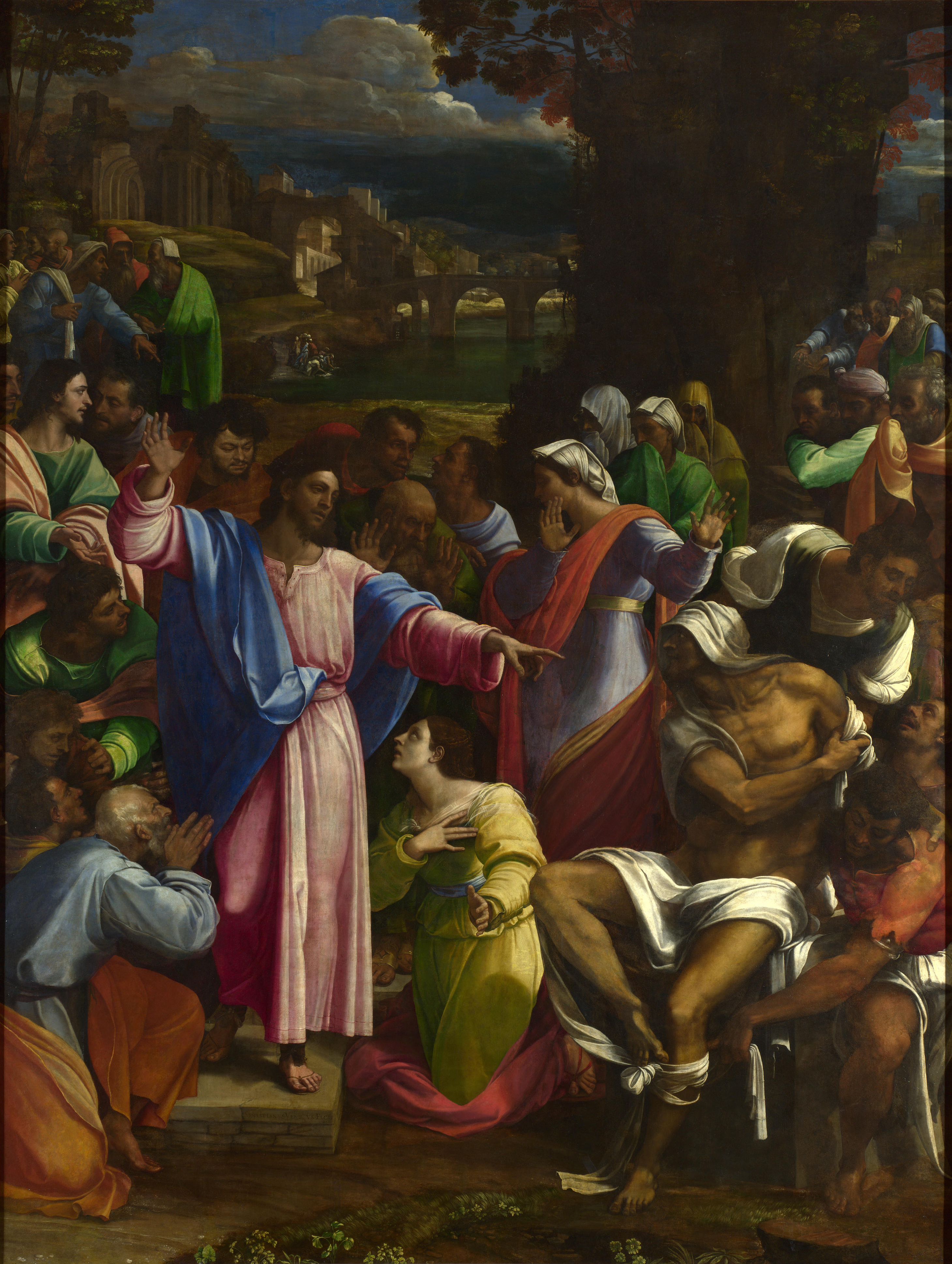
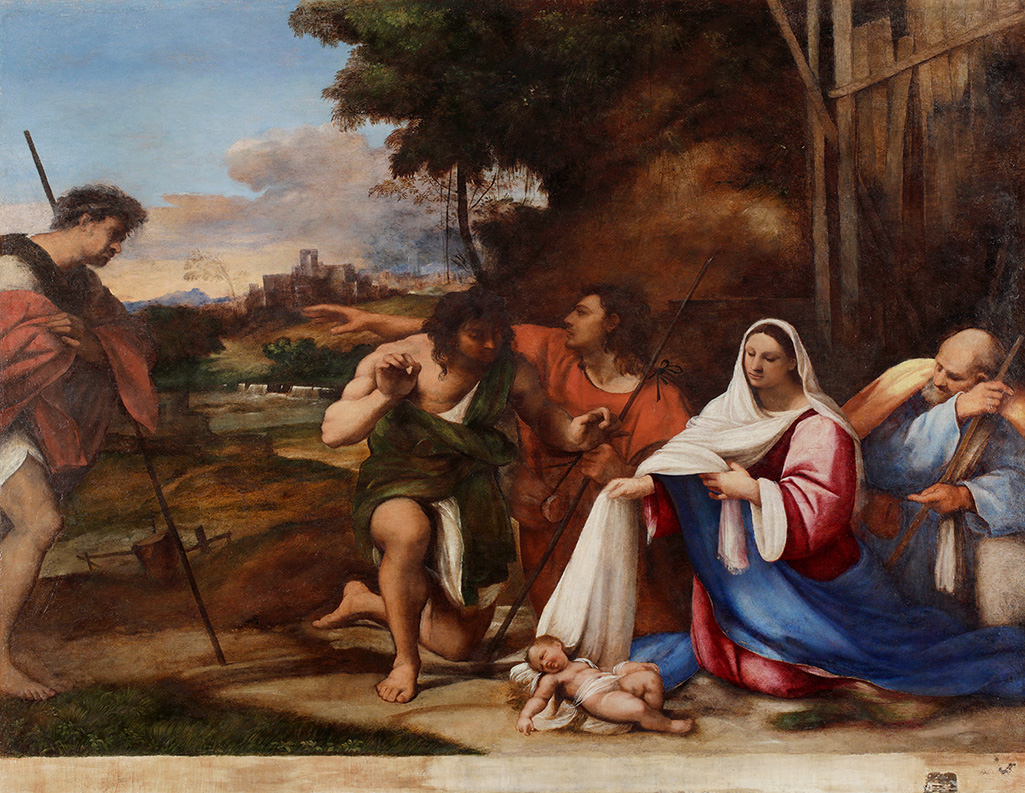
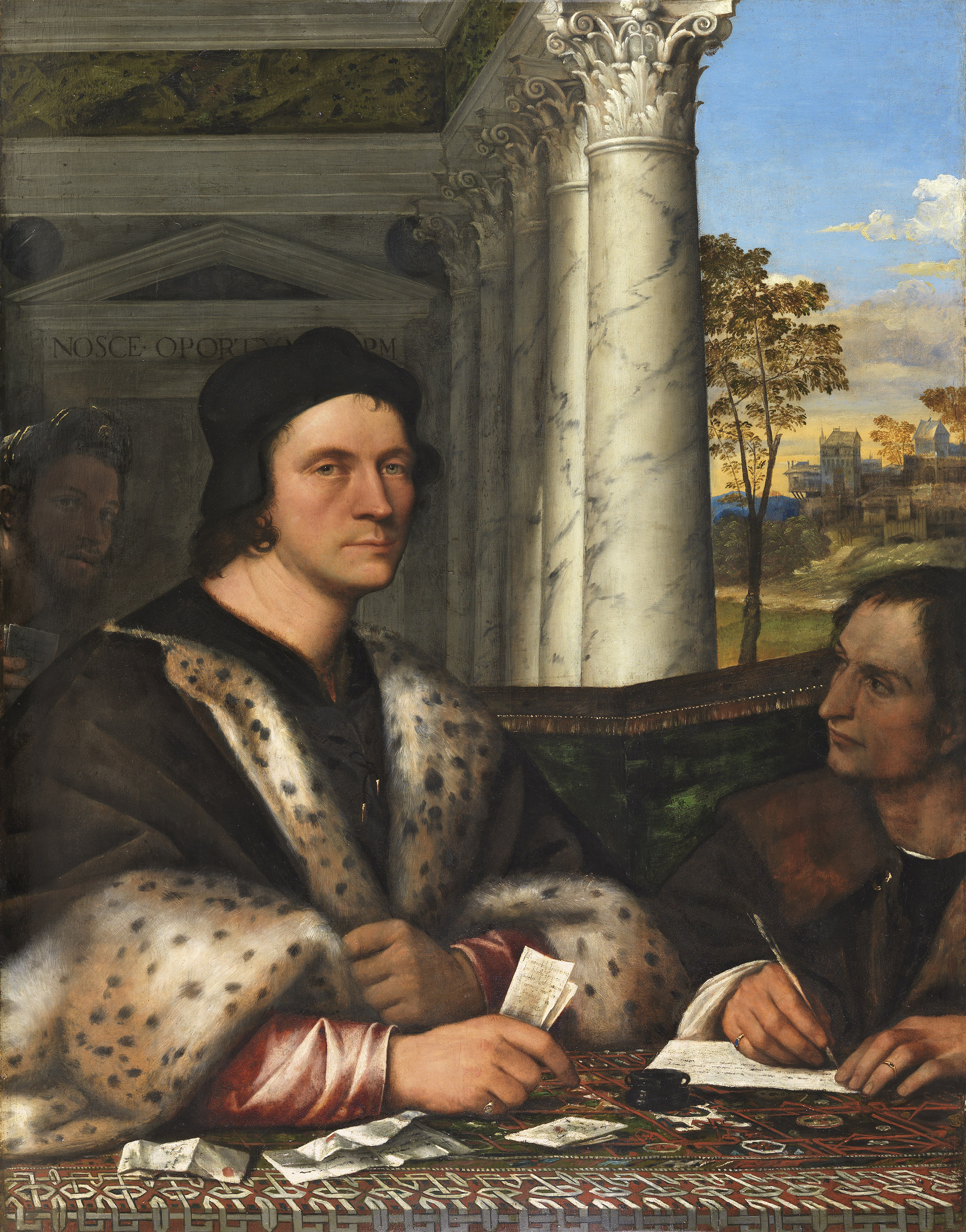
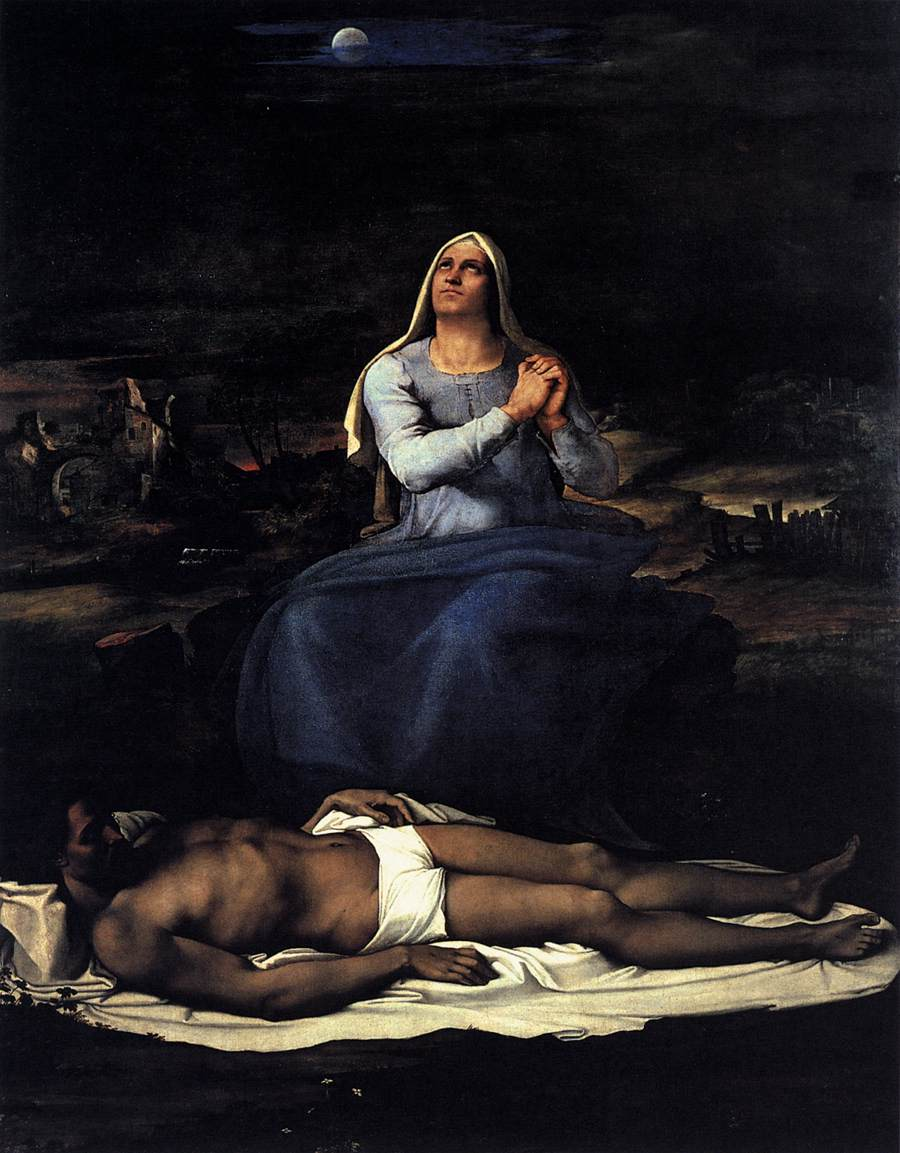
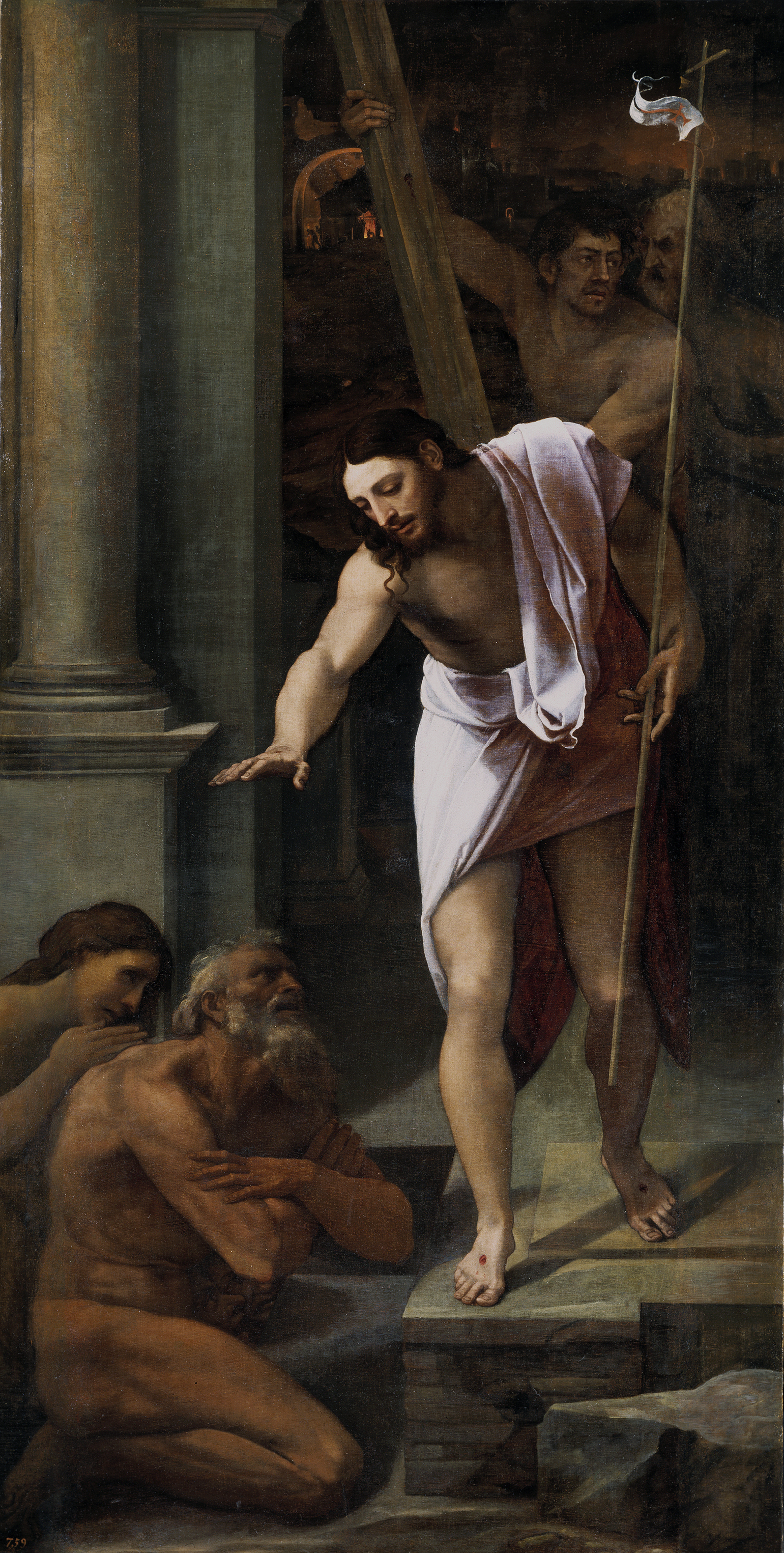
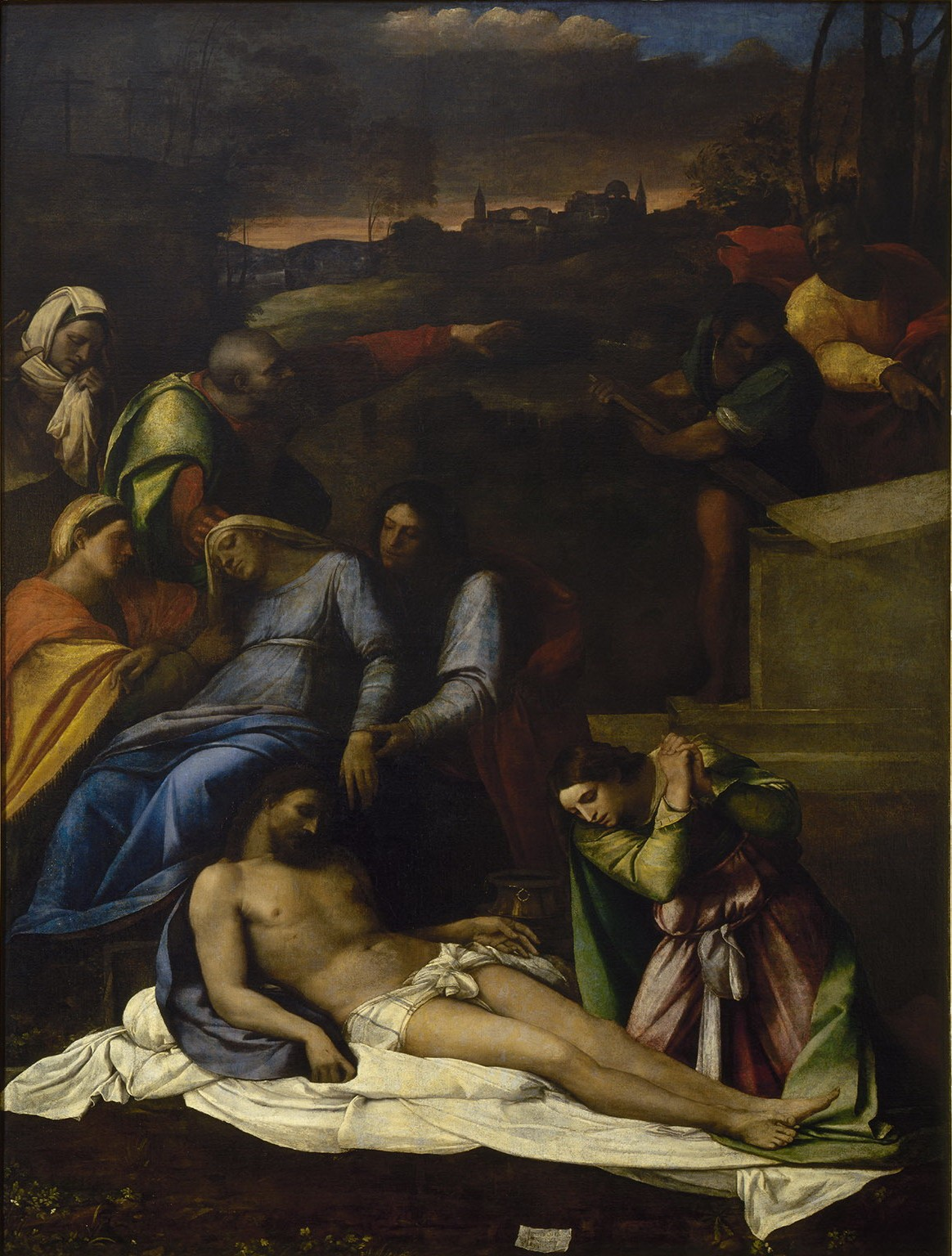
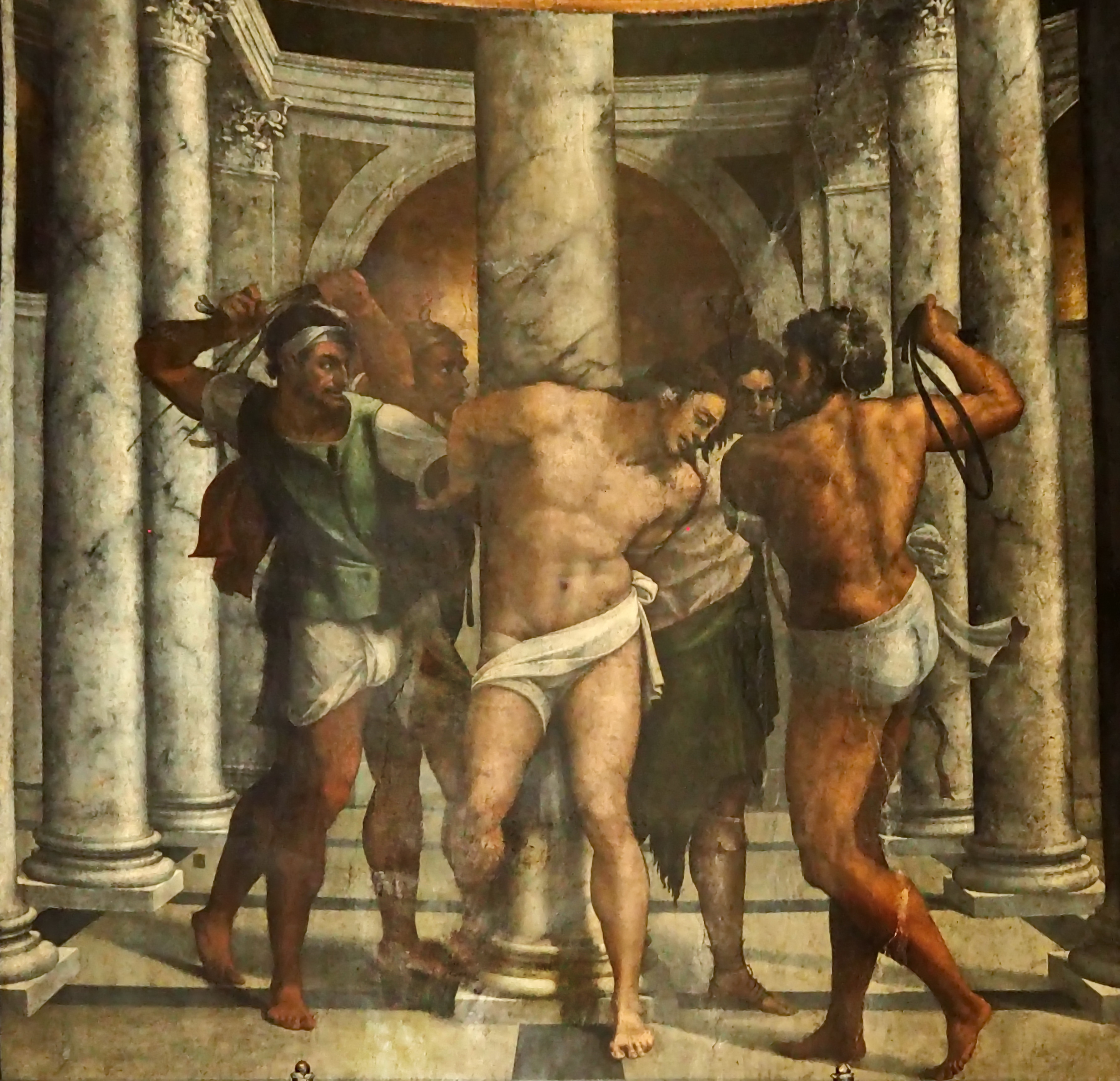
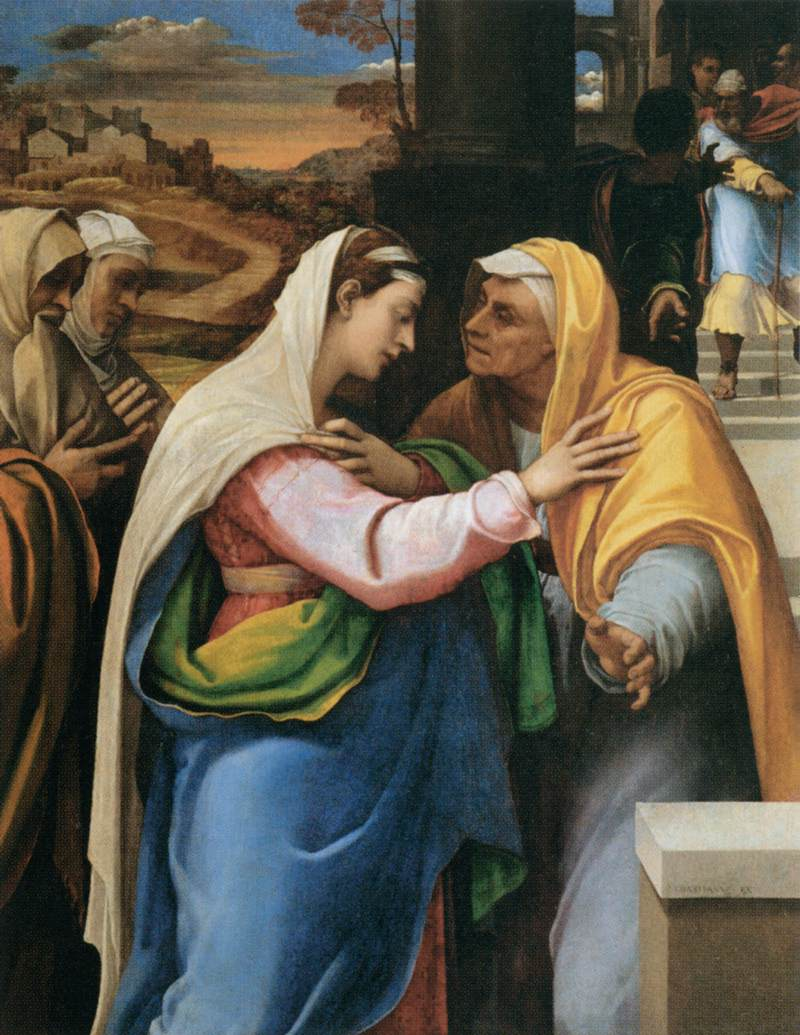